# Potencial absoluto de electrodo
En electroquímica, el potencial absoluto de electrodo, de acuerdo con una definición de la IUPAC, es el potencial de electrodo de un metal medido respecto a un sistema de referencia universal (sin ningún tipo de interfaz adicional metal-disolución).

## Definición
De acuerdo con una definición más específica presentada por Trasatti, el potencial de electrodo absoluto es la diferencia de energía electrónica entre un punto dentro del metal (nivel de Fermi) de un electrodo y un punto fuera del electrolito en el que está sumergido el electrodo (un electrón en reposo en el vacío).
Este potencial es difícil de determinar con precisión. Por esta razón, se utiliza normalmente como potencial de referencia el electrodo normal de hidrógeno (o  SHE ). El potencial absoluto del  SHE  es 4,44 ± 0,02 V a 25 °C. Por lo tanto, para cualquier electrodo a 25 °C:
{\displaystyle E_{\rm {(abs)}}^{\rm {M}}=E_{\rm {(SHE)}}^{\rm {M}}+(4.44\pm 0.02)~\mathrm {V} }
donde:
E es el potencial del electrodo, V
M indica el electrodo hecho de metal M
(Abs) indica el potencial absoluto
(SHE) indica el potencial de electrodo en relación la electrodo normal de hidrógeno.